# La Forêt-sur-Sèvre
La Forêt-sur-Sèvre – miejscowość i gmina we Francji, w regionie Nowa Akwitania, w departamencie Deux-Sèvres.
Według danych na rok 1990 gminę zamieszkiwało 2395 osób, a gęstość zaludnienia wynosiła 43 osób/km² (wśród 1467 gmin regionu Poitou-Charentes La Forêt-sur-Sèvre plasuje się na 112. miejscu pod względem liczby ludności, natomiast pod względem powierzchni na miejscu 24.).